# Betti Schieferdecker
Betti Schieferdecker född den 30 april 1968 i Markranstädt, Tyskland, är en östtysk gymnast.
Hon tog OS-brons i lagmångkampen i samband med de olympiska gymnastiktävlingarna 1988 i Seoul.